# Cantone di Schirmeck
Il Cantone di Schirmeck era una divisione amministrativa dell'arrondissement di Molsheim.
A seguito della riforma approvata con decreto del 18 febbraio 2014, che ha avuto attuazione dopo le elezioni dipartimentali del 2015, è stato soppresso.

## Composizione
Comprendeva i comuni di
- Barembach
- Bellefosse
- Belmont
- Blancherupt
- La Broque
- Fouday
- Grandfontaine
- Natzwiller
- Neuviller-la-Roche
- Rothau
- Russ
- Schirmeck
- Solbach
- Waldersbach
- Wildersbach
- Wisches